# Обшлаг

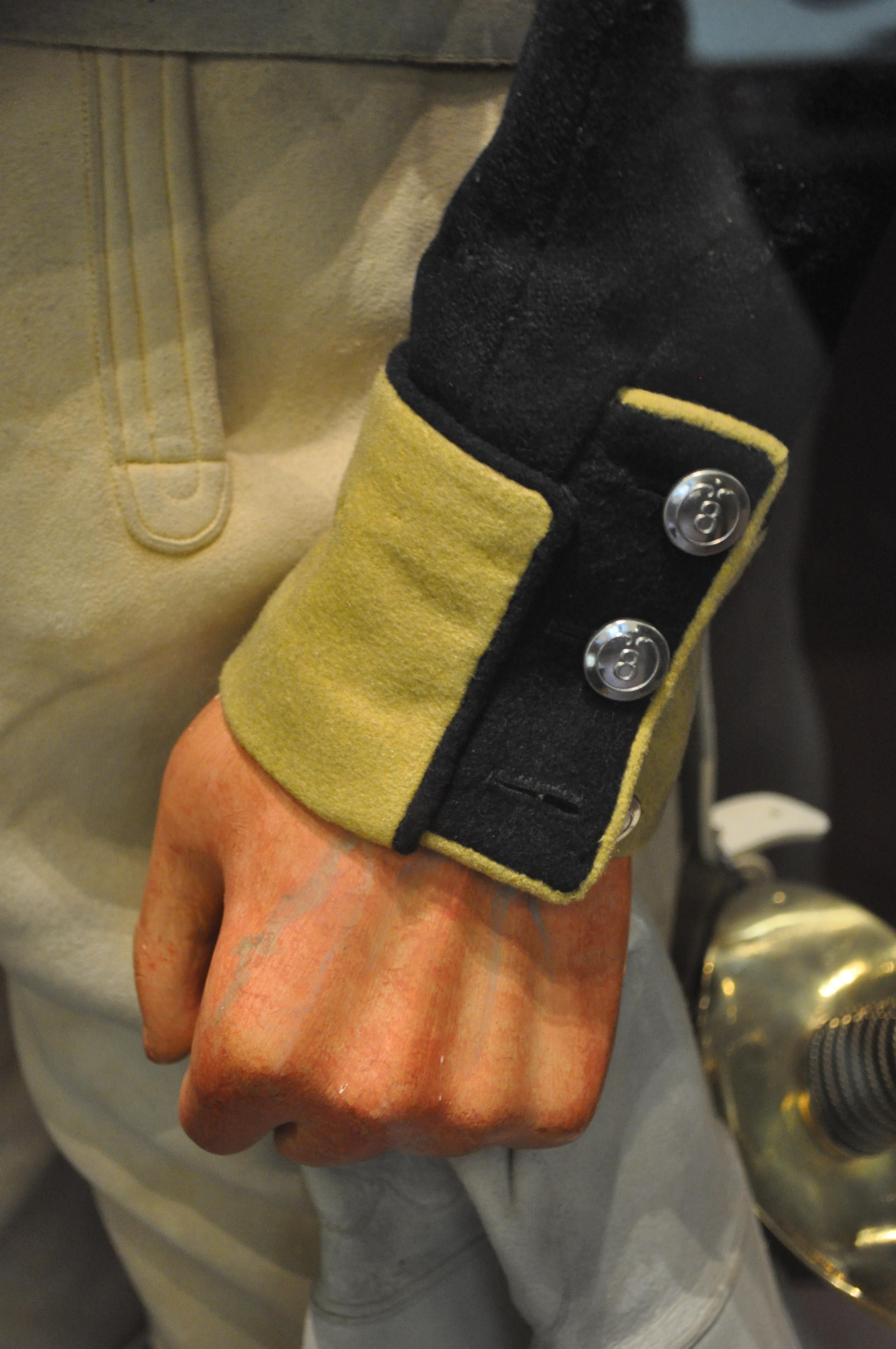
Обшлаг 8-го кірасирського полка французької імператорської армії, 1814—1815 роки

Обшла́г (від нім. Aufschlag або нід. ópslag) або розм. закарва́ш — відворот (вилога) на рукаві одягу. Термін використовується зазвичай при описі військового однострою.

## Типи
Розрізнюють обшлаги наступних типів:
|  | Шведський — без клапана, ґудзики на обшлазі                         |
|  | Німецький — без клапана, один ґудзик на обшлазі, один на рукаві     |
|  | Бранденбурзький — з клапаном і трьома ґудзиками                     |
|  | Польський — гострокінцевий                                          |
|  | Невшательский або французький обшлаг — має клапан з трьома мисиками |

## Знаки розрізнення
Протягом XVII—XIX століть обшлаги несли на собі також роль знаків розрізнення. Унтер-офіцери відрізнялися від рядових військовиків шиттям на комірі та на обшлагах.
Також клас офіцерів можливо було розрізнити проміж собою за кількістю шиття на мундирі (зокрема на обшлазі) та за його шириною.